# Massacro di Ballymurphy
Il massacro di Ballymurphy si riferisce alla morte di undici civili causata dal reggimento paracadutisti del Parachute Regiment dell'Esercito britannico a Belfast, in Irlanda del Nord, tra il 9 e l'11 agosto 1971, durante l'operazione Demetrius. Questo massacro è anche chiamato Belfast Bloody Sunday, in riferimento a un altro massacro di civili da parte dello stesso battaglione, pochi mesi dopo.

## Avvenimenti
Con il conflitto nordirlandese in corso da due anni Belfast era stata particolarmente colpita dalla violenza settaria. L'esercito britannico era stato schierato in Irlanda del Nord nel 1969 per volere della sopraffatta Royal Ulster Constabulary.
La mattina del 9 agosto 1971, la polizia lanciò l'operazione Demetrius. Il piano era quello di arrestare e internare chiunque fosse sospettato di essere un membro del Provisional IRA. Il reggimento paracadutisti incaricato dell'operazione fu lo stesso di quello successivamente incaricato del Bloody Sunday a Derry, il 30 gennaio 1972.
In reazione all'arrivo delle truppe britanniche, si verificarono scene di panico nei distretti cattolici e furono erette barricate. La popolazione si preparò a una rivolta e alcuni giovani preparano molotov, ma non fu previsto l'uso di armi da fuoco. Il vicino quartiere protestante era separato solo da una barriera alta meno di 2 metri: si verificarono scontri tra le due comunità, con lancio di pietre e alcuni colpi di fucile, lasciando almeno un ferito. L'esercito intervenne per porre fine agli scontri. I cattolici vicino a Singmartin Street lasciarono poi le loro case. Le sparatorie mortali iniziarono poco prima che facesse buio. Secondo la dichiarazione dei soldati del reggimento paracadutisti, questi ultimi risposero al fuoco dei militanti repubblicani mentre entravano nell'area di Ballymurphy. Tuttavia, non vennero trovate armi sui cadaveri.
Di conseguenza, la popolazione cattolica divenne prevalentemente repubblicana.

## Vittime
Sei civili vennero uccisi il 9 agosto:
- Francis Quinn, 19 anni, a colpi di arma da fuoco da un cecchino mentre si recava a salvare un uomo ferito.[1][2]
- Fratello Hugh Mullan, 38 anni, prete cattolico, ucciso a colpi di arma da fuoco da un cecchino mentre andava a soccorrere un ferito.
- Joan Connolly, 50 anni, uccisa a colpi di arma da fuoco mentre guardava lontano dalla base militare.
- Daniel Teggart, 44 anni, con 14 fori di proiettile. La maggior parte dei proiettili furono probabilmente sparati mentre era disteso a terra poiché gli ricaddero sulla schiena.
- Noel Phillips (20), ucciso con la schiena verso la base militare.
- Joseph Murphy (41), ferito mentre dava le spalle alla base militare. Fu quindi imprigionato dall'esercito e, poco prima di morire per le ferite, dichiarò di essere stato picchiato e fucilato in prigione. Un secondo proiettile, scoperto durante l'esumazione del suo corpo nell'ottobre 2015, sembra confermare le sue affermazioni.[3]

Un civile venne ucciso il 10 agosto ed altri quattro l'11 agosto:
- Edward Doherty, 28 anni, ucciso a colpi d'arma da fuoco mentre camminava lungo Whiterock Road.[4]
- Jean Laverty, 20 anni, colpito alla schiena ed alla gamba.
- Joseph Corr, 43 anni, colpito più volte e morto per le ferite il 27 agosto.
- Jean McKerr, 49 anni, ferito a colpi di arma da fuoco mentre si trovava di fronte ad una chiesa. Morì per le ferite riportate il 20 agosto.[5]
- Paddy McCarthy, 44 anni, morì di infarto durante l'arresto. Secondo la sua famiglia, i soldati gli  misero in bocca la canna di una pistola premendo poi il grilletto. CAIN - Index of Deaths - Sudden deaths due to heart problem during an incident Archiviato il 15 novembre 2009 in Internet Archive., cain.ulst.ac.uk; accessed 29 August 2017.

## Indagine
Nel 2016, Sir Declan Morgan ha chiesto un'indagine, anche sul massacro di Ballymurphy.
Tuttavia, il finanziamento per queste inchieste non è stato approvato dall'Esecutivo dell'Irlanda del Nord, presieduto dal membro del Partito Unionista Democratico Arlene Foster. Questa decisione è stata criticata da Amnesty International.